# União para o Progresso de Cantábria
A União para o Progresso de Cantábria (UPCA) é um partido político de âmbito unicamente regional da comunidade autônoma de Cantábria (Espanha). O partido foi fundado por Juan Hormaechea no final de 1990, e figura inscrito no Ministério do Interior desde 1991.

## Histórico
Em 14 de novembro de 1990, Juan Hormaechea e nove deputados do Partido Popular da Cantábria no Parlamento da Cantábria assinaram o ato constitucional do partido com o objetivo de se apresentarem às eleições regionais de 1992.
Anteriormente, Juan Hormaechea havia participado de forma independente nas listas da Aliança Popular, mas nas eleições de 1991 foi às urnas com sua própria formação, a UPCA. Nas ditas eleições, o partido obteve 15 assentos, mas o Partido Socialista de Cantábria (PSC) alcançou os 16, sendo a formação política mais votada. O Partido Popular (PP) que anteriormente havia subscrevido a moção de censura contra Juan Hormaechea em 1990, entrou em acordo com a UPCA, dando novamente a Presidência do Governo de Cantábria à Juan Hormaechea.
Em 1994, Hormaechea e todos os conselheiros de seu primeiro governo (1987-1990), foram julgados por diferentes cargos de peculato e prevaricação de fundos públicos, derivados das irregularidades descobertas pela Comissão de Investigação da Assembléia Regional que fiscalizou sua gestão.
Juan Hormaechea foi preso por seis anos. Após este acontecimento, a União para o Progresso de Cantábria não continuou favoravelmente e sua imagem foi seriamente afetada. Nas eleições de 1995, a UPCA, já sem Juan Hormaechea (pois foi afastado pelos processos judiciários), obeteve apenas sete assentos, sendo a terceira força política. Após estes resultados, a UPCA foi perdendo força e presença nos ajuntamentos progressivamente. Nas eleições de 1999 a UPCA perdeu os sete assentos, ficando sem representação no Parlamento de Cantábria.

## Resultados electorales

### Elecciones municipales
| Elecciones                               | Votos  | %     | Concejales | Referencias |
| ---------------------------------------- | ------ | ----- | ---------- | ----------- |
| Elecciones municipales españolas de 1991 | 71 683 | 24,35 | 285        | [ 3 ]       |
| Elecciones municipales españolas de 1995 | 41 628 | 13,06 | 170        | [ 4 ]       |
| Elecciones municipales españolas de 1999 | 9179   | 2,9   | 29         | [ 5 ]       |
| Elecciones municipales españolas de 2003 | 101    | 0,03  | 0          | [ 6 ]       |

### Elecciones autonómicas
| Elecciones                                    | Votos  | %     | Diputado(s) | Referencias |
| --------------------------------------------- | ------ | ----- | ----------- | ----------- |
| Elecciones al Parlamento de Cantabria de 1991 | 99 289 | 34,93 | 15          | [ 7 ]       |
| Elecciones al Parlamento de Cantabria de 1995 | 53 065 | 17,2  | 7           | [ 8 ]       |
| Elecciones al Parlamento de Cantabria de 1999 | 9743   | 3,07  | 0           | [ 9 ]       |

### Eleições gerais
| Eleição                            | Votos  | %   | Deputado(s) | Referências |
| ---------------------------------- | ------ | --- | ----------- | ----------- |
| Eleições gerais na Espanha em 1993 | 27 005 | 8,2 | 0           | [ 10 ]      |